# Winthemia quadrata
Winthemia quadrata är en tvåvingeart som först beskrevs av Christian Rudolph Wilhelm Wiedemann 1830.  Winthemia quadrata ingår i släktet Winthemia och familjen parasitflugor. Inga underarter finns listade i Catalogue of Life.